# Кірстен Бішоп
Кірстен Дж(ейн) Бішоп (англ. Kirsten J. Bishop; нар. 6 березня 1972) — австралійська письменниця-фантаст і художниця.
У 2004 році вийшла її дебютна книга «Витравлене місто», яку було номіновано на Всесвітню премію фентезі за найкращий роман (англ. World Fantasy Award for Best Novel). Лауреатка премії Ауреаліс за кращу збірку ( Премія Ауреаліс за найкращу збірку).

### Романи
- «Витравлене місто[en]» (The Etched City, 2003)

### Збірки
- That Book Your Mad Ancestor Wrote (видання електронної книги в 2012 році)

### Коротка проза
- «Мистецтво вмирання» (The Art of Dying, 1997)
- «Любов до краси» (The Love of Beauty, 1999)
- «Сторінка пам'яті» (The Memorial Page, 2002)
- «Про витоки ароматної гори» (On the Origins of the Fragrant Hill, 2002)
- «Пляж» (Beach Rubble, 2003)[3]
- «Maldoror Abroad» (Maldoror Abroad, 2003)
- «Ремінісценція» (The Thackery T Lambshead Pocket Guide to Eccentric & Discredited Diseases, 2003)
- «Alsiso» (Проект Alsiso, 2004)
- «Ми вкладені» (We the Enclosed, 2004)
- «Vision Splendid», (опубліковано Eneit Press управляє Sharyn Ліллі (Sharyn Lilley), 2010)

## Нагороди
«Витравлене місто» (The Etched City):
- 2004 Нагорода Вільяма Л. Кроуфорда (William L. Crawford Award) за найкращий перший роман
- 2004 Нагорода «Дитмар» (Ditmar Award) за найкращий роман
- 2004 Нагорода «Дитмар» (Ditmar Award) за найкращий новий талант

Серце миші (The Heart of a Mouse)
- Aurealis Award, SF Short Story, 2011

That Book Your Mad Ancestor Wrote
- Aurealis Award, Collection, 2013[4]